# LM-93
LM-93（ロシア語: ЛМ-93）は、かつてソビエト連邦（現：ロシア連邦）に存在した輸送用機器製造メーカーのペテルブルク路面電車機械工場が製造した路面電車車両。71-132という形式名でも呼ばれる。

## 概要・運用
1990年代、ソビエト連邦の崩壊に伴い利用客が減少したサンクトペテルブルク市電では新型車両の需要も減り、同市電に向けて多数の電車を製造していたペテルブルク路面電車機械工場は活路を見出すためシベリア地域を始めとした他都市への車両製造を計画した。1990年代初頭の同社で量産されていたのは2車体連接車のLVS-86であったが、ロシア連邦の多くの都市では1両でも運行可能なボギー車が多数使用されていた。そこで開発されたのが、LVS-86の構造を元にしたボギー車のLM-93である。
1980年代まで生産が行われていたボギー車・LM-68Mに類似した片運転台の車体形状を有するが、構体の強度が高められている他、右側3箇所に設置されている折戸式の乗降扉のうち先頭の1枚については運転室と通じる乗務員扉となっている。客室には左右に1人掛けのクロスシートが設置されている。
台車には振動を抑えるオイルダンバーが搭載され、制動装置は発電ブレーキと空気ブレーキを両立させた電空併用ブレーキが用いられる他、乗降扉の開閉を始めとする一部の機能には圧縮空気が使われる。電気機器の一部は運転室の後方にあるキャビネット内部に搭載されている。また総括制御に対応しているため、複数の車両を繋いだ連結運転も可能である。
1996年から2000年にかけ、ロシア各地の路面電車に向けて計80両が製造された。そのうち1998年以降に製造された12両は電動発電機や車内照明（白熱灯→蛍光灯）などの機器や内装の見直しが実施された他、シベリア向けの一部車両についてはコムソモリスク・ナ・アムーレにある航空機工場で最終組み立てが行われた。多くの都市では製造時の集電装置にパンタグラフが用いられているが、一部の都市では操作が容易なビューゲルが取り付けられている。
LM-93が導入された都市は以下の通りである。
| 都市                                                            | 導入車両数 |
| --------------------------------------------------------------- | ---------- |
| アルハンゲリスク (アルハンゲリスク市電)                         | 20両       |
| アンガルスク (アンガルスク市電)                                 | 12両       |
| オシンニキ (オシンニキ市電)                                     | 11両       |
| カザン (カザン市電)                                             | 7両        |
| コムソモリスク・ナ・アムーレ (コムソモリスク・ナ・アムーレ市電) | 6両        |
| ウラジオストク (ウラジオストク市電)                             | 5両        |
| ハバロフスク (ハバロフスク市電)                                 | 5両        |
| スモレンスク (スモレンスク市電)                                 | 4両        |
| ニジニ・タギル (ニジニ・タギル市電)                             | 3両        |
| サラヴァト (サラヴァト市電)                                     | 3両        |
| ウリヤノフスク (ウリヤノフスク市電)                             | 3両        |
| ウファ (ウファ市電)                                             | 2両        |

## ギャラリー

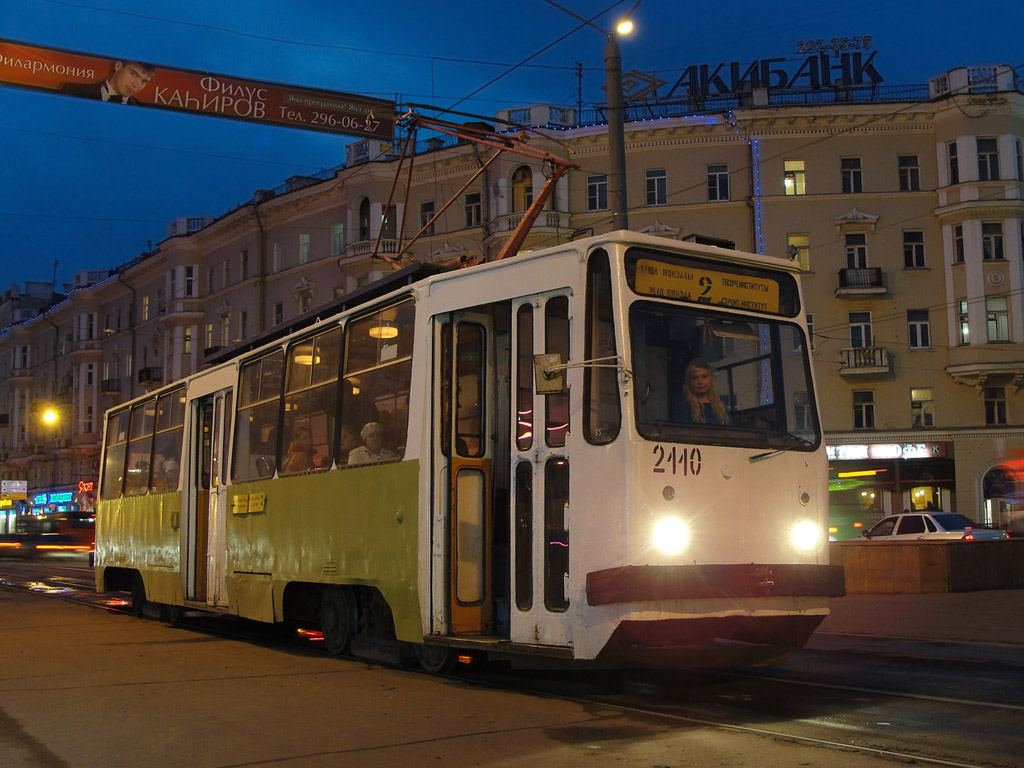
カザン
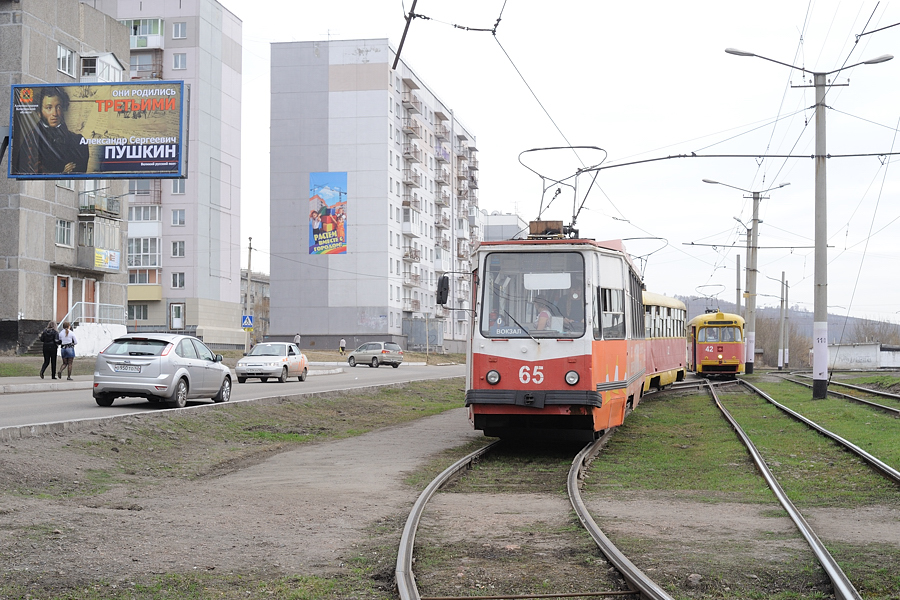
オシンニキ（ロシア語版）
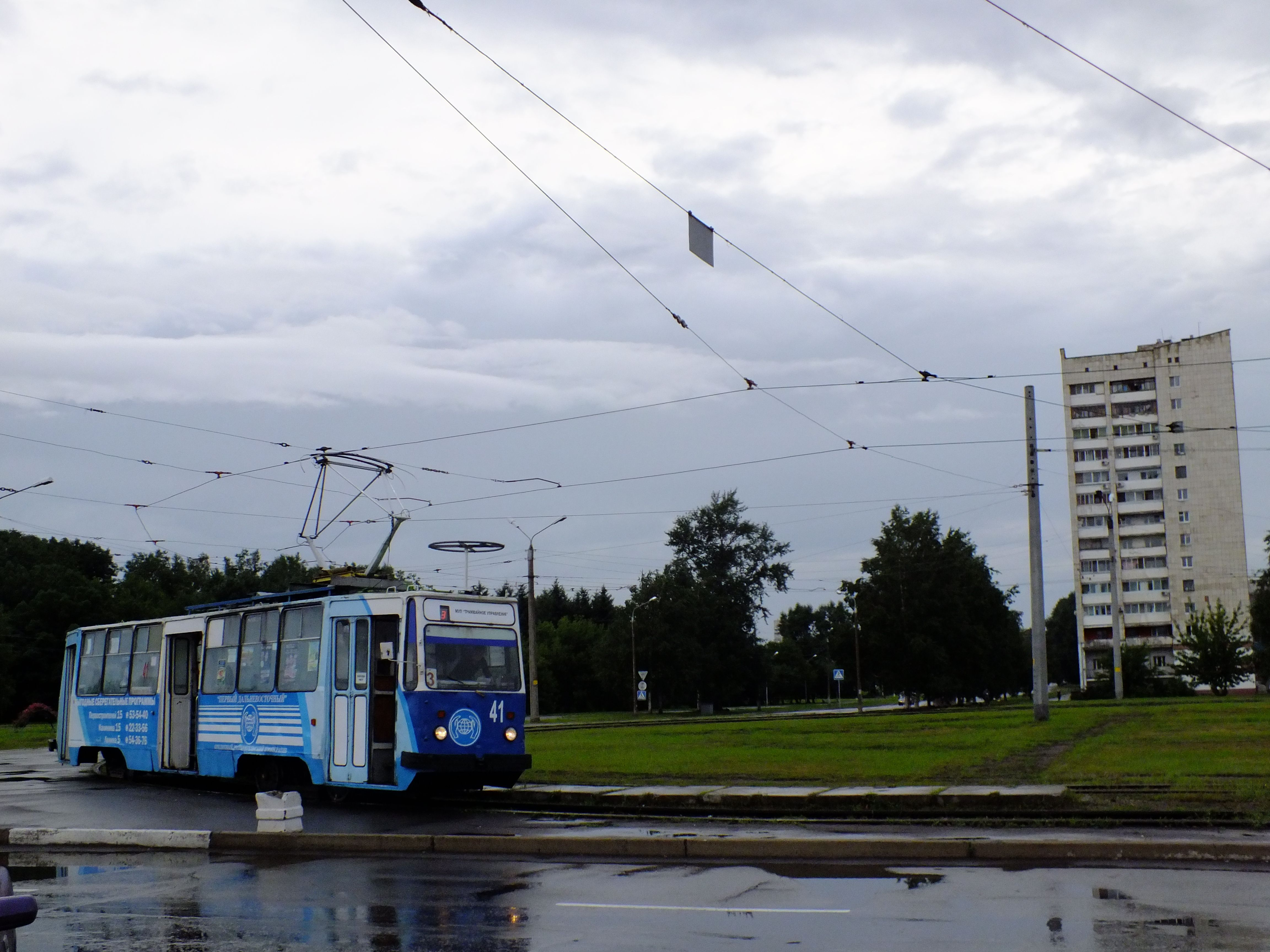
コムソモリスク・ナ・アムーレ
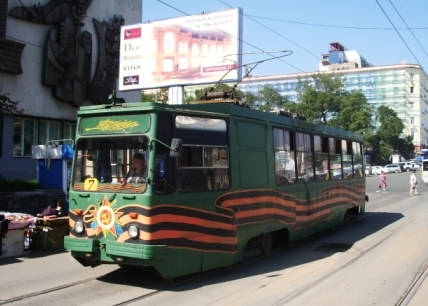
ウラジオストク

## 発展車両
ペテルブルク路面電車機械工場ではLM-93を基にした事業用車両の製造も実施しており、両運転台のレール削正車や車体後方に溶接用の機器を搭載したレール溶接車などを展開していた。